# Friedrich Karl Nikolaus của Phổ
Friedrich Karl Nikolaus của Phổ (1828 – 1885) là cháu trai Wilhelm I – vị hoàng đế khai quốc của đế quốc Đức – và là một Thống chế quân đội Phổ-Đức. Ông thường được mệnh danh là "Vương tử Đỏ" (Roten Prinzen) vì hay mặc bộ quân phục khinh kỵ binh màu đỏ chứ không phải là vì tinh thần tấn công máu lửa. Ngoài ra, ông còn được gọi là "Vương tử Sắt" (Der Eiserne Prinz). Friedrich Karl đã có nhiều đóng góp về phương diện quân sự cho thành công của cuộc thống nhất nước Đức do Wilhelm I và Thủ tướng Otto von Bismarck lãnh đạo.
Cũng như các thân vương khác của vương triều Phổ, Friedrich Karl đã được định hướng đến sự nghiệp quân sự ngay từ khi thời thơ ấu. Ông cũng học tại Đại học Bonn từ năm 1846 cho đến năm 1848. Sau khi được phong cấp hàm Đại úy Kỵ binh năm 1848, ông đã thể hiện lòng dũng cảm của mình trong cuộc Chiến tranh Schleswig lần thứ nhất và trong chiến dịch trấn áp nổi dậy tại Baden, nơi ông bị trọng thương vào năm 1849. Sau khi bình phục, ông tiếp tục phục vụ lực lượng quân sự Phổ và lên dần đến cấp Trung tướng Kỵ binh. Vào năm 1859, ông được bổ nhiệm làm Tư lệnh Quân đoàn III Brandenburg và đã thực hiện suôn sẻ công việc của mình. Tiếp theo đó, ông được thăng cấp hàm Thượng tướng Kỵ binh năm 1861 và tham gia trong cuộc Chiến tranh Schleswig lần thứ hai năm 1864. Sau chiến thắng vang dội của mình tại Düppel ngày 18 tháng 4, ông được bổ nhiệm làm Tổng tư lệnh liên quân Áo-Phổ và trên cương vị này, ông đã dứt điểm cuộc chiến với thắng lợi quân sự quyết định của Áo và Phổ.
Trong cuộc Chiến tranh Áo-Phổ năm 1866, ông đảm nhiệm thành công chức Tư lệnh Tập đoàn quân số 1 và đóng vai trò quan trọng trong thắng lợi quyết định của quân đội Phổ ở trận Königgrätz ngày 3 tháng 7. Tiếp theo đó, Friedrich Karl chỉ huy Tập đoàn quân số 2 trong cuộc Chiến tranh Pháp-Đức (1870 – 1871). Sau khi đánh bại một tập đoàn quân Pháp trong hai trận đánh lớn ngày 16 và 18 tháng 8 năm 1870, buộc đối phương phải rút về Metz, ông tiến hành vây hãm Metz cho đến khi hạ được pháo đài vào ngày 27 tháng 10. Thắng lợi đã khiến ông trở thành một trong hai thân vương đầu tiên của hoàng tộc Phổ được phong cấp Thống chế. Sau đó, ông điều quân về sông Loire để đối phó với Tập đoàn quân Loire mới được thành lập của Pháp. Cuộc chiến ở đây đã chấm dứt với thắng lợi hoàn toàn của Friedrich Karl trong trận Le Mans năm 1871. Các sử gia hiện nay nhìn nhận ông là một nhà cầm quân thao lược, mặc dù có phần thận trọng.

## Thân thế
Friedrich Karl sinh ngày 20 tháng 3 năm 1828 tại cung điện Schloss Klein ở kinh thành Berlin. Ông là con trai duy của Vương tử Karl của Phổ (1801 – 1883) với vợ của ông này là Công nương Marie xứ Sachsen-Weimar-Eisenach (1808 – 1877) – chị ruột của Hoàng hậu Augusta về sau này. Vương thân Friedrich Karl là cháu nội của Vua Friedrich Wilhelm III của Phổ và là cháu gọi các vua Friedrich Wilhelm IV và Wilhelm I bằng bác.

## Sự nghiệp
Cũng giống như các thân vương khác, Friedrich Karl được nhận một nền giáo dục mang đậm truyền thống quân sự của vương tộc. Năm lên 10 tuổi, ông gia nhập quân đội với cấp hàm Thiếu úy trong Trung đoàn Bộ binh Cận vệ 14. Đến năm 1844, ông được lại thăng chức Trung úy. Bên cạnh sự gắn bó của mình với truyền thống quân sự Phổ, Friedrich Karl học Đại học Bonn từ năm 1846 cho đến năm 1848 và trở thành một trong những thân vương đầu tiên của vương triều Phổ được học tại đây. Thiếu tá Albrecht von Roon, người đã dạy dỗ tận tình cho Friedrich Karl về các bộ môn khoa học và quân sự khi ông còn ấu thơ, đã được cha của Friedrich Karl cử đi tháp tùng vị thân vương trẻ tuổi trong suốt thời gian ông học ở Bonn.
Tại Bonn, Friedrich Karl gia nhập Liên đoàn Sinh viên Borussia Bonn vào năm 1847. Ông đã tranh thủ thời gian đi nhiều chuyến sang Thụy Sĩ, Áo, Ý và Pháp trong các kỳ nghỉ hè năm 1846 và 1847. Ngoài ra, ông được tặng Huy chương Cứu mạng (Rettungsmedaille) vào ngày 12 tháng 7 năm 1847 vì đã cứu sống một đứa bé bị chìm ở sông Rhein.
Những năm tháng học tập của Friedrich Karl trong thời niên thiếu của mình đã hình thành mối quan hệ gắn bó giữa vị vương tử với Roon, người có nhiều ảnh hưởng không nhỏ đến tố chất của ông. Roon về sau này trở thành Bộ trưởng Chiến tranh Phổ và có nhiều cống hiến cho thắng lợi của Phổ trong các cuộc chiến tranh thống nhất nước Đức.

### Sự nghiệp ban đầu
Sau khi tốt nghiệp Đại học Bonn, ông trở thành một đại đội trưởng trong trung đoàn của mình và phục vụ bộ tham mưu của Thống chế Friedrich von Wrangel trong cuộc Chiến tranh Schleswig lần thứ nhất năm đó. Trên chiến trường, ông đã thể hiện lòng dũng cảm của mình trong các trận giao chiến gần Schleswig và Düppel. Theo sự đề xuất của Thống chế Wrangel, ông được vua bác Friedrich Wilhelm IV phong tặng Huân chương Thập tự Xanh cao quý của quân đội Phổ vì năng lực mà ông thể hiện trong trận Schleswig ngày 23 tháng 4 năm 1848. Cũng trong năm 1848, ông được thăng cấp Đại úy kỵ binh (Rittmeister) trong trung đoàn Cấm vệ quân (Gardes du Corps).

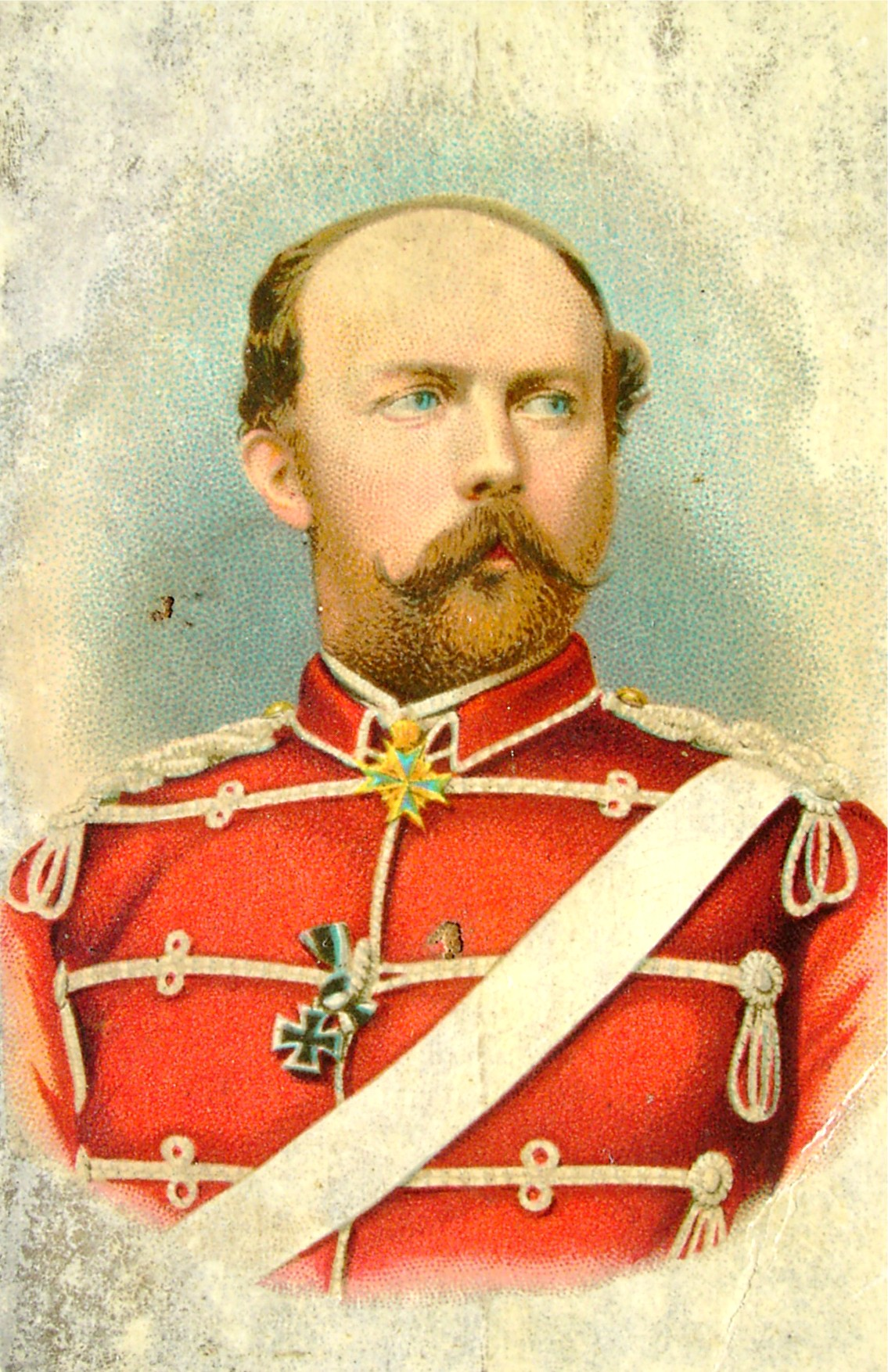
Chân dung Vương thân Friedrich Karl

Tiếp sau đó, vào năm 1849, ông được lên chức Thiếu tá được bổ nhiệm vào bộ tham mưu của bác mình là Thái đệ Wilhelm, tức Hoàng đế Wilhelm I tương lai. Cùng với Wilhelm Friedrich Karl đã tham gia chiến dịch tại Baden vào cuộc cách mạng năm 1848 – 1849. Trong trận giao chiến tại Wiesenthal vào ngày 20 tháng 6, khi quân nổi dậy Baden đã gần như cầm chắc thắng lợi trong tay, Friedrich Karl đã chỉ huy một khối khinh kỵ binh vùng Rhein thực hiện các cuộc xung phong mạnh mẽ mạnh mẽ về phía bộ binh địch. Ông bị thương ở tay và vai. Trong thời gian chữa trị lâu dài của mình, Friedrich Karl chú tâm nghiên cứu khoa học và lịch sử quân sự, mảng đề tài mà ông đã ưa chuộng ngay từ khi còn ấu thơ. Ông từng thức đêm để đọc binh thư, và đặc biệt yêu thích tìm hiểu cuộc đời và các chiến dịch quân sự của Friedrich Đại đế và Napoléon I.
Sau khi bình phục, Friedrich Karl tiếp tục theo đuổi binh nghiệp của mình. Ông được phong cấp Đại tá và Chỉ huy trưởng Trung đoàn Long kỵ binh Cận vệ ở Berlin năm 1852, rồi được thăng chức Thiếu tướng và Chỉ huy trưởng Lữ đoàn Kỵ binh Cận vệ số 1 năm 1854. Trong thời gian này, Friedrich Karl trở nên nổi tiếng trong quân đội Phổ vì kiến thức chuyên môn và tài thao lược của mình. Với cấp hàm Thiếu tướng, ông cũng từng tham gia hoạt động thực tập của Bộ Tổng tham mưu dưới sự chỉ đạo của tướng Karl von Reyher, và trở nên gắn bó mật thiết với vị Tổng tham mưu trưởng. Ông cũng hình thành mối quan hệ chặt chẽ với Helmuth von Moltke, người đã khẳng định niềm tin của mình vào tài cán của vị vương tử: "Tôi nghĩ anh ấy là con người mà một ngày nào đó sẽ khôi phục nền vinh quang quân sự xưa cũ cho quân lực Phổ". Năm 1856, ông lên quân hàm Trung tướng và được nhậm chức Chỉ huy trưởng Sư đoàn Bộ binh số 1 vào ngày 19 tháng 2 năm 1857. Không lâu sau đó, ông từ nhiệm do sự bất mãn của mình với các phương pháp huấn luyện đương thời.
Năm 1858, ông thăm Pháp, nơi ông dành từng giây từng phút tìm hiểu tình hình quân đội Phổ. Vào năm 1859, khi quân đội Phổ được huy động để chống lại Pháp trong cuộc Chiến tranh Pháp-Áo, bác ông là Nhiếp chính vương Wilhelm đã chỉ định ông làm Tư lệnh Sư đoàn số 3 tại Stettin, một địa vị mang lại cho ông quyền tự do hành động mà trước đây ông không có được. Trên cương vị này, ông đã theo dõi tường tận các chiến thuật của quân đội Pháp trong cuộc chiến để rút ra bài học kinh nghiệm cho mình. Với vốn kiến thức mà ông đã tổng hợp được từ thầy Roon, Friedrich Karl hiểu được những khuyết điểm của quân đội Pháp. Ông nhận thấy rằng không phải sức mạnh quân sự vượt trội hoặc tài thao lược của các cấp chỉ huy của họ đã đánh bại người Áo, nhưng chính sự bất lực của giới lãnh đạo quân sự Áo đã dẫn đến thất bại ở Magenta và Solferino. Đồng thời, cuộc tổng động viên thất bại năm 1859 cũng cho Friedrich Karl thấy những thiếu sót to lớn trong cơ cấu quân sự của Phổ. Ông đã hội tụ một nhóm sĩ quan cấp cao bên mình để cùng bàn thảo về các vấn đề chiến thuật và chiến lược, và những người đã từng bàn luận với ông đều khâm phục trước tầm nhìn chiến thuật mà ông bộc lộ.
Friedrich Karl cũng viết một số tiểu luận quân sự và cho in thạch bản để lưu hành nội bộ trong nhóm đồng sự của ông. Trong số đó có một bài thuyết giảng ông viết cho các sĩ quan ở Stettin vào đầu năm 1860, nói về những đường lối và biện pháp giúp quân đội Phổ có thể đánh bại quân đội Pháp. Không những chỉ ra những nhược điểm trong chiến thuật của quân đội Pháp, bài thuyết trình này còn khẳng định việc cải cách quân đội Phổ là hết sức cần thiết. Trái ngược với ý nguyện của vương tử, một ấn bản của bài thuyết giảng đã được xuất bản nặc danh tại Frankfurt-am-Main với tựa đề "Một bản ghi nhớ quân sự của P. F. K" (Eine militärische Denkschrift von P. F. K). Sự ra mắt của bài thuyết giảng này đã khiến cho ông được biết đến trên khắp châu Âu và bản dịch tiếng Pháp của nó gây nên làn sóng phẫn nộ tại Pháp. Về phần mình, Friedrich Karl rất bực bội trước thái độ tự ý hành động của nhà xuất bản bài thuyết trình này. Bất chấp sự ngăn cản của các bạn ông, ông từng kiện nhà xuất bản nhưng không thành công. Mặt khác, ý tưởng đổi mới quân đội Phổ mà bài thuyết giảng nêu ra đã được Tổng tham mưu trưởng khi ấy là Moltke nhiệt tình ủng hộ.
Vào ngày 1 tháng 7 năm 1860, ông được ủy nhiệm làm Tướng tư lệnh Quân đoàn III ở Berlin. Trong suốt 10 năm chỉ huy quân đoàn này (1860 – 1870, ngoại trừ các chiến dịch năm 1864 và 1866), ông đã áp dụng những ý tưởng cải cách của mình và biến Quân đoàn III (Brandenburg) thành nơi nuôi dưỡng tư tưởng quân sự của ông, qua đó đặt tiền đề cho những thắng lợi quân sự vang dội của Phổ về sau này. Friedrich Karl luôn chú trọng tăng cường sĩ khí của quân lực đến mức độ cao nhất có thể; và, qua 10 năm không ngừng rèn luyện, Quân đoàn III của ông đã trở thành đơn vị có khả năng tác chiến tốt nhất của quân đội Phổ sau Quân đoàn Vệ binh.

### Chiến tranh Schleswig lần thứ hai
Khi cuộc Chiến tranh Schleswig lần thứ hai bùng nổ (1864), ông được giao quyền chỉ huy quân cánh phải của lực lượng Phổ được gửi tới để phối hợp với Đế quốc Áo. Vào ngày 2 tháng 2 năm 1864, quân ông tấn công quân Đan Mạch ở Mysunde nhưng bị đẩy lui. Nhưng chẳng bấy lấu sau, Friedrich Karl đã gỡ gạc cho thất bại của mình khi ông chuyển sang hướng bắc và điều binh tới Amis, nơi ông vượt sông Schley thành công vào ngày 6 tháng 2. Bước tiến chiến lược này đã buộc quân đội Đan Mạch phải rút khỏi thành lũy kiên cố Dannewerk mà không qua một trận đánh lớn nào. Tiếp theo đó, vị vương tử tiến quân đến Düppel, một thành lũy rắn chắc khác của quân Đan Mạch. Quân ông nổ súng tấn công vào ngày 17 tháng 2 và sau nhiều tuần giao tranh ác liệt, quân Đan Mạch đã dần dần bị đẩy vào trong pháo đài. Quân Phổ bẻ gãy một cuộc phản công của Đan Mạch vào rừng Rageboel ngày 17 tháng 3 và buộc quân đội Đan Mạch phải cố thủ trong các chiến lũy của mình.
Sau hai tháng vây hãm, quân đội Phổ tiến công và chiếm được trận tuyến Düppel vào ngày 18 tháng 4. Friedrich Karl đã trực tiếp tổ chức cuộc tập kích cuối cùng vào Düppel, trong đó ông tự tay giương cờ hiệu hiệu của một trung đoàn Cận vệ – đây đã trở thành đơn vị đầu tiên vào được các chiến lũy của quân Đan Mạch. Bị thiệt hại nặng nề, quân Đan Mạch phải chạy về đảo Alsen. Sau chiến thắng Düppel, Friedrich Karl được phong chức Tổng tư lệnh liên quân Áo-Phổ thay thế vị Thống chế lão thành von Wrangel. Trung tướng Helmuth von Moltke được cử làm Tham mưu trưởng của ông. Thực hiện kế hoạch đổ bộ táo bạo của Moltke, Friedrich Karl đã đánh chiếm đảo Alsen vào ngày 29 tháng 6. Đây là một thắng lợi quyết định đã đánh quỵ ý chí tiếp tục chiến đấu của người Đan Mạch và dẫn tới sự chấm dứt cuộc chiến với phần thắng thuộc về phe đồng minh Áo-Phổ. Những chiến công của Friedrich Karl năm 1864 đã góp phần khiến ông trở thành một tên tuổi lớn trong lịch sử quân sự Phổ.

### Chiến tranh Áo-Phổ
Vào năm 1866, khi cuộc Chiến tranh Áo-Phổ bùng nổ, ông được vua bác Wilhelm I bổ nhiệm làm Tư lệnh Tập đoàn quân số 1, với 93.000 quân đến từ các quân đoàn II, III và IV. Vào ngày 23 tháng 6 năm 1866, khi các lực lượng dưới quyền ông tràn qua biên giới Áo-Phổ và tiến vào Böhmen, Friedrich Karl đã ban bố một mệnh lệnh nổi tiếng:
| “                | Mong con tim của các anh luôn hướng về Thiên Chúa, và các đòn giáng của các anh luôn trúng vào quân thù. | ” |
| — Friedrich Karl | |   |

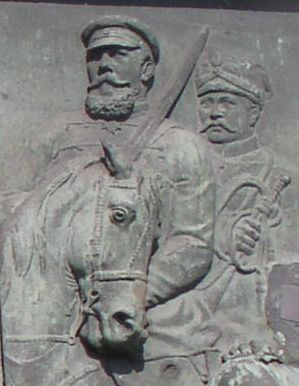
Friedrich Karl, một phần bức tranh khắc do Moritz Schulz thực hiện năm 1866 tại Đài Kỷ niệm Chiến thắng Berlin.

Ngày 25 tháng 6 năm 1866, một cuộc pháo chiến lẻ tẻ đã diễn ra tại Liebenau và kết thúc với thắng lợi của các đơn vị Tập đoàn quân số 1. Hôm sau, quân của Friedrich Karl chạm súng với các lực lượng thuộc Quân đoàn I Áo ở Podol. Hai bên giằng co ác liệt cho đến nửa đêm khi quân Phổ làm chủ được Podol. Trận đánh đã thể hiện ưu thế vượt trội của súng trường nạp hậu Dreyse của Phổ so với súng trường nạp tiền Lorenz của Áo. Dưới làn hỏa lực ác liệt của Phổ, một tiểu đoàn bộ binh đã gần như bị tiêu diệt hoàn toàn ở Podol.
Hai ngày sau (28 tháng 6), Tập đoàn quân số 1 của Friedrich Karl hội quân với Tập đoàn quân Elbe gồm 46.000 quân do tướng Herwarth von Bittenfeld chỉ huy. Giờ đây, vị thân vương đã có được 14 vạn quân dưới quyền tổng chỉ huy của mình. Quân ông lại phát động tiến công quân đoàn Clam-Gallas của Áo và quân đội Sachsen tại Münchengrätz, buộc đối phương phải rút chạy về Gitschin, nơi họ hình thành một cứ điểm phòng thủ vững chãi. Bước sang ngày 29 tháng 6, Friedrich Karl huy động hai sư đoàn tấn công cứ điểm này và sau một cuộc quyết chiến với tổn thất lớn cho cả hai phe, quân Phổ đẩy được đối phương vào trong thị trấn. Các đoàn quân chiến thắng của Phổ hăng hái truy kích và tiếp tục giao tranh trên đường phố Gitschin. Liên quân Áo-Sachsen cuối cùng đã bị đánh bật khỏi Gitschin và phải chạy về Horziz.
Sau những thất bại liên tiếp, người Tổng chỉ huy quân đội Áo ở Böhmen là Ludwig von Benedek tập trung toàn bộ lực lượng ở vùng đất cao giữa hai sông Bistritz và Elbe để chuẩn bị cho một trận đánh quyết định. Tướng Áo hy vọng sẽ chiến đấu ở thế phòng ngự, rồi đến một thời khắc định đoạt thì tung một đòn hồi mã thương để phá vỡ trung quân Phổ. Nhưng, bất chấp những lời cảnh báo từ viên sĩ quan tình báo hàng đầu của ông, Benedek nghĩ rằng ông sẽ đương đầu với mỗi Tập đoàn quân số 1 của Friedrich Karl. Trong thời điểm này, các chỉ huy quân Phổ không hề hay biết về vị trí cứ điểm phòng ngự của quân Áo do thiếu trinh sát, và Tổng tham mưu trưởng Helmuth von Moltke dự định cho phần lớn quân lực nghỉ ngơi từ một đến hai ngày. Nhưng rồi, trưa ngày 2 tháng 7, sau khi tổ chức một cuộc thám sát, Đại tá Zychlinski – viên chỉ huy tiền quân Sư đoàn số 7 (tướng Fransecky) thuộc Tập đoàn quân số 1 của Friedrich Karl – báo cáo rằng Quân đoàn III của Áo đang đóng quân trên các cao điểm Clum và Lipa. Được tin, Friedrich Karl quyết định phải tiến hành điều tra và truyền lệnh cho Thiếu tá Ernst von Unger tiến hành thám sát lực lượng địch ở thung lũng Bistritz. Unger đã thực hiện thành công nhiệm vụ của mình và phát hiện được một số lượng đáng kể quân Áo tập kết dọc theo vùng hạ lưu sông Elbe về hướng Bắc Königgrätz. Khoảng 6 hoặc 7 giờ đêm ngày 2 tháng 7, Unger trở về tổng hành dinh và báo cáo cho Friedrich Karl về những gì ông thấy được. Tin tức này đã làm thay đổi đổi hoàn toàn thái độ thận trọng mà Friedrich Karl thể hiện trong giai đoạn trước của cuộc chiến. Ông đề ra một quyết định mà được các nhà viết tiểu sử về sau này nhìn nhận là vĩ đại nhất và có ý nghĩa nhất trong sự nghiệp quân sự của ông: huy động toàn bộ lực lượng của mình để tấn công quân địch trong buổi sáng ngày hôm sau.

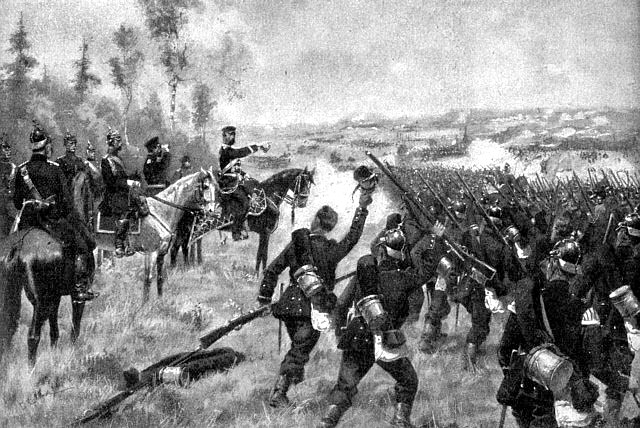
Friedrich Karl chỉ huy quân Phổ trong trận Königgrätz.

Sau khi tướng Voigts-Rhetz, Tham mưu trưởng của Friedrich Karl, trình diện kế hoạch tấn công của vị thân vương cho Moltke, Tổng tham mưu trưởng tức tốc ban lệnh cho Thái tử Friedrich Wilhelm – Tư lệnh Tập đoàn quân số 2 – đưa quân vào trận địa và hình thành cánh phải của quân Phổ, hỗ trợ cho Tập đoàn quân số 1 của Friedrich Karl án ngữ ở chính diện và Tập đoàn quân Elbe của Bittenfeld ở cánh trái. Vốn có nhiều tham vọng và ghen tỵ với anh họ mình là Friedrich Wilhelm, Friedrich Karl mong muốn đánh bại hoàn toàn quân Áo trước khi Thái tử có thể đến kịp và chia sẻ vinh quang chiến thắng với ông. Phải qua nhiều khó khăn thì Moltke mới thuyết phục được Friedrich Karl rằng nhiệm vụ của ông là cầm chân quân địch trước khi Tập đoàn quân số 2 ứng chiến và tập kích sườn phải quân Áo. Trận đánh quyết định ở Königgrätz-Sadowa đã bùng nổ vào buổi sáng ngày 3 tháng 7 khi các Tập đoàn quân số 1 và Elbe tiến công vào trận địa quân Áo. Mặc dù nhiều đợt phản công bằng lưỡi lê của quân Áo bị bẻ gãy với thiệt hại hết sức to lớn, ưu thế về quân số và pháo binh của Áo đã đẩy quân của Friedrcih Karl vào nguy cơ thất bại trong buổi trưa. Đầu giờ chiều, Thái tử Friedrich cuối cùng đã đem viện binh đếnvà phá tan cánh phải mỏng manh của quân Áo. Thừa thắng, Moltke thúc quân tiến công từ mọi hướng; và vào lúc 16 giờ, Tập đoàn quân số 1 tiến vào hướng trung tâm, "với những tiếng reo vang và trống đánh" nhưc một phóng viên chiến trường mô tả. Quân tiền vệ của Friedrich Karl đã làm chủ được các cao điểm mà tại đó pháo binh Áo tra tấn họ trong suốt buổi sáng.
Thắng lợi quyết định ở Königgrätz đã xác định phần thắng thuộc về Phổ trong cuộc chiến. Mặc dù tướng Moltke là "kiến trúc sư" trưởng của chiến thắng, tài thao lược mà Friedrich Karl thể hiện trên cương vị chỉ huy một tập đoàn quân Phổ đã đem lại cho ông tiếng tăm như một trong những chiến sĩ hàng đầu châu Âu thời đó. Sau đại thắng, Friedrich Karl điều quân vào Moravia và tiến xuống Brittnn, trong khi Herwarth von Bittenfeld tiến xuống Iglau, nhằm tạo bàn đạp tiến đánh Viên. Tổng chỉ huy mới của quân đội Áo ra lệnh cho Benedek tập kết quân lực ở Florisdorf để phòng vệ kinh thành Viên. Khác với Thái tử, Friedrich Karl khá thành công trong việc cắt đường rút trực tiếp của Benedek về Viên. Ngày 16 tháng 7, ông phái sư đoàn Horn đến Lundenburg, buộc Benedek phải vượt bờ trái sông March. Tướng Áo giờ đây phải rút về Viên theo đường núi Karpath. Ngày 22 tháng 7 năm 1866, quân của Friedrich Karl tổ chức thành công thế trận bao vây tiêu diệt lực lượng Áo trong trận Blumenau, nhưng trước khi ông có thể giành một thắng lợi vang dội khác và mở đường cho quân Phổ tiến vào Hungary, vị thân vương đã nhận được thông tin về hiệp định đình chiến giữa Phổ và Áo trong buổi trưa ngày hôm đó.

### Chiến tranh Pháp-Đức
Trong quốc hội lập hiến của Liên bang Bắc Đức năm 1867, Friedrich Karl là đại biểu của khu vực bầu cử Labiau-Wehlau ở Đông Phổ.

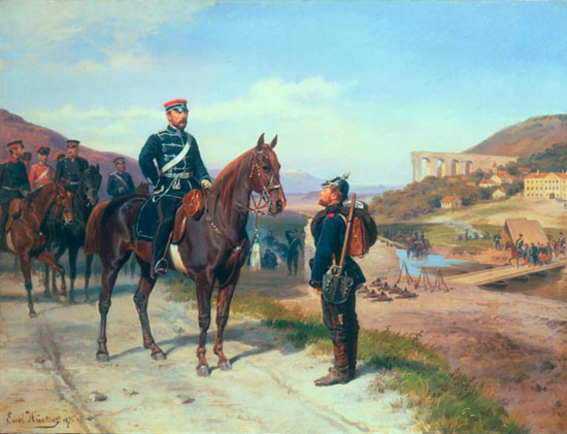
Friedrich Karl qua nét vẽ của Emil Hünten, tranh sơn dầu trên vải bạt (1870).

Sau khi cuộc Chiến tranh Pháp-Đức (1870 – 1871) bùng nổ, Friedrich Karl được phong chức Tổng tư lệnh Tập đoàn quân số 2 của Đức. Vào ngày 26 tháng 7 năm 1870, ông rời kinh đô Berlin ra chỉ huy mặt trận. Sau khi quân Pháp thua các trận lớn đầu tháng 8 năm 1870 - trong đó Sư đoàn 5 tiên phong của tập đoàn quân Friedrich Karl có tham gia trận Spicheren - và rút lui khỏi biên giới, Bộ Chỉ huy quân Đức - đứng đầu là Moltke - đơn thuần phớt lờ Metz và điều quân vượt tuyến đường rút của địch. Moltke huy động các đạo quân của Steinmetz và Friedrich Karl khép kín Tập đoàn quân Rhine của Pháp từ hướng nam. Friedrich Karl hiện diện tích cực lần đầu tiên trên chiến trường trong trận Mars-la-Tour vào ngày 16 tháng 8. Đây là một trong những trận đánh đẫm máu nhất của chiến dịch năm 1870. Tại đây các quân đoàn III (tướng Alvensleben) và X (tướng Voigts-Rhetz) của Tập đoàn quân số 2, do tin là mình đang gặp phải hậu quân Pháp, đã tiến công toàn bộ Tập đoàn quân Rhine ở Vionville - Mars-la-Tour. Các đợt tấn công của bộ binh Phổ sớm bị chặn đứng, song lực lượng pháo binh thiện chiến của Phổ, vốn được cải tiến rất nhiều kể từ sau năm 1866, đã cứu vãn họ khỏi một thất bại nặng nề. Trận đánh kết thúc trong màn đêm với thiệt hại rất lớn cho cả hai bên tham chiến. Mặc dù không phe nào giành thắng lợi rõ rệt, quân của Friedrich Karl đã khóa được đường rút của Tập đoàn quân Rhine về Verdun, buộc Bazaine phải rút quân trở lại hướng Metz.
Tiếp theo đó, vị Thân vương tham gia chỉ huy trận Gravelotte-St. Privat vào ngày 18 tháng 8 năm 1870. Có lẽ do tuân thủ quá nghiêm ngặt mệnh lệnh của Moltke nhằm tấn công quân Pháp cứ "khi nào tìm thấy" họ, Friedrich Karl bất cẩn huy động Quân đoàn Vệ binh ồ ạt tấn công các cứ điểm phòng ngự cực kỳ rắn chắc của địch. Trong 18.000 quân tham chiến của quân đoàn tinh nhuệ này, 8.000 người đã bị giết hoặc bị thương (chủ yếu chỉ trong vòng 20 phút. Tuy nhiên, đối lập với sự thất bại của Tập đoàn quân số 1 ở Gravelotte, Tập đoàn quân số 2 cuối cùng đã đánh bật quân Pháp khỏi St. Privat.
Sau chiến thắng Gravelotte-St. Privat, các lực lượng thuộc Tập đoàn quân số 1 và 2 tiến hành bao vây Tập đoàn quân Rhine ở Metz. Mâu thuẫn cá nhân giữa vị thân vương và tướng Karl Friedrich von Steinmetz, người chỉ huy Tập đoàn quân số 1, đã dẫn đến việc Steinmetz từ chức và Friedrich Karl trở thành Tổng chỉ huy các lực lượng vây hãm của Đức. Tại đây, Friedrich Karl với 12 vạn quân đã khóa chặt 18 vạn quân Pháp trong pháo đài Metz và đập tan các đợt phá vây ác liệt của Pháp, tiêu biểu nhất là trận Noisseville (31 tháng 8 – 1 tháng 9) và trận Bellevue (7 tháng 10). Sư đoàn của tướng Ferdinand von Kummer đã đóng vai trò then chốt trong việc bẻ gãy hai cuộc đột vây này. Cuối cùng, vào ngày 27 tháng 10 năm 1870, khoảng 173.000 quân Pháp – trong đó có ba thống chế và hơn 6.000 sĩ quan – phải đầu hàng quân của Friedrich Karl, khi ấy còn khoảng 11 vạn binh sĩ. Theo cổ tục của vương triều, một vương thân không được phong Thống chế – cấp bậc cao nhất của quân đội Phổ. Bản thân vua Wilhelm I trước đây chỉ là "Đại tướng Bộ binh quyền lãnh Thống chế", chứ không phải là Thống chế thực thụ. Tuy nhiên, ngày hôm sau khi Metz thất thủ, vua Wilhelm I phá lệ phong hàm Thống chế cho cả Friedrich Karl và Thái tử Friedrich Wilhelm.

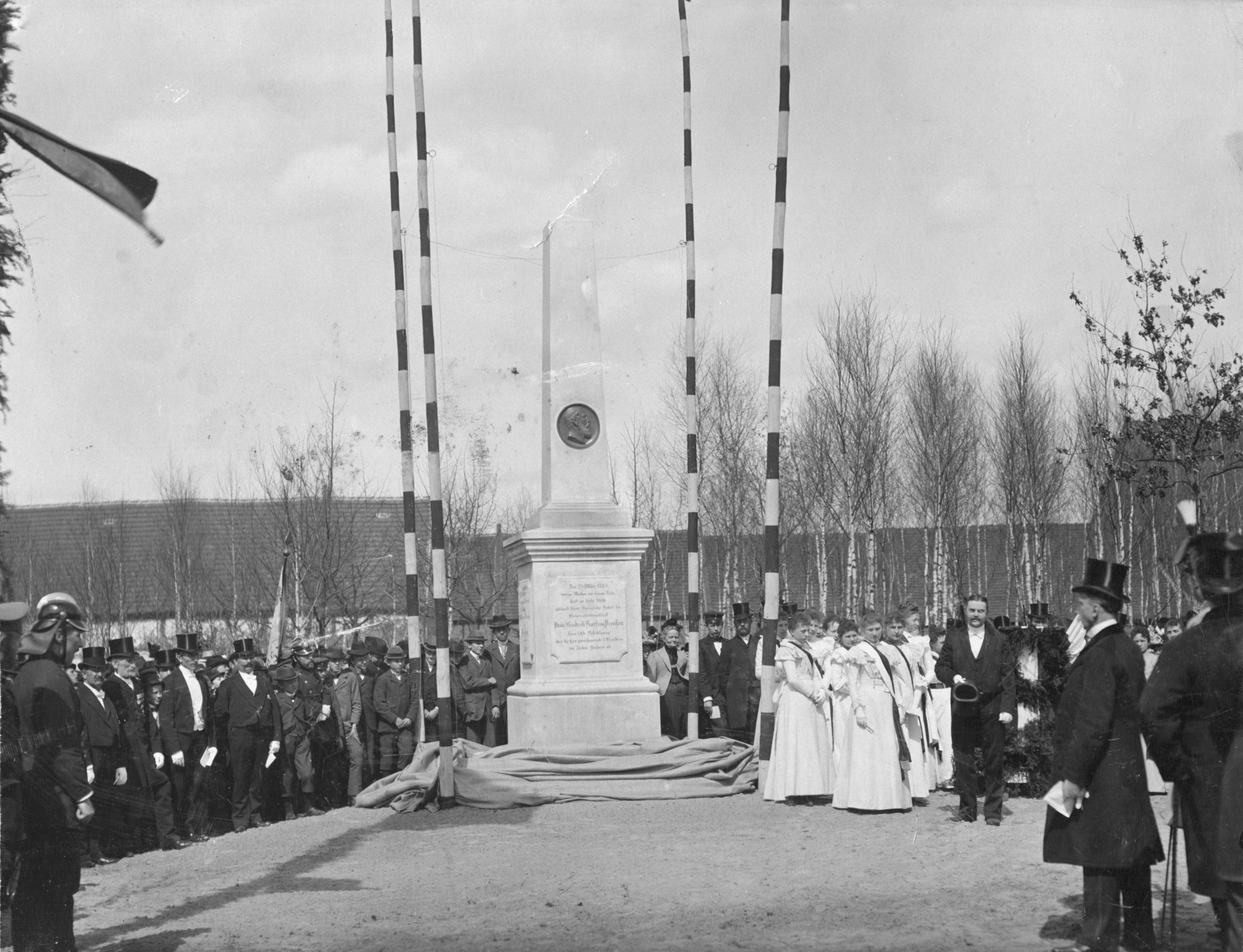
Lễ khánh thành Đài tưởng niệm Thống chế Vương thân Friedrich Karl của Phổ ở Friesack (1899).

Sau khi được người Pháp thành lập vào cuối năm 1870, Tập đoàn quân Loire đã đánh đuổi quân Bayern dưới quyền tướng Ludwig von der Tann khỏi Orleans vào ngày 9 tháng 11 năm 1870. Mặc dù quân Pháp bị buộc phải ngừng truy kích khi các tướng Phổ là Ludwig von Wittich, Vương thân Albrecht và Đại Công tước xứ Mecklenburg-Schwerin tiếp viện cho quân Bayern, Tập đoàn quân Loire thực sự đã trở thành một mối đe dọa đến quân Đức. Trước tình hình đó, Friedrich Karl được lệnh chuyển gấp tổng hành dinh từ Metz đến sông Loire. Ông rời Corny, nơi ông đặt tổng hành dinh từ ngày 7 tháng 9, đến Pont-ii-Mousson ngày 2 tháng 11. Đến ngày 10 tháng 11 năm 1870, ông tới Troyes. Ông nhanh chóng hành quân qua Sens, Rambouillet, Nemours, và Pithiviers, cho đến khi chạm trán với Tập đoàn quân Loire trong trận Beaune-la-Rolande ngày 28 tháng 11. Tại đây, ông giành thắng lợi vang dội và loại được khoảng 7.000 quân Pháp ra khỏi vòng chiến.
Vào ngày 3 tháng 12 năm 1870, quân của Friedrich Karl, phối hợp với đội quân của Đại Công tước xứ Mecklenburg, đánh tan quân Pháp ở Chevilly và Chilliers-aux-Bois và buộc địch phải rút vào Orléans. Quân Đức giành lại thành phố này vào ngày 5 tháng 11. Chiến thắng này đem lại cho Đức hơn 1 vạn tù binh và gần 80 khẩu đại bác. Sau đó, vị thân vương tiếp tục kéo quân đến Tours. Vào ngày 12 tháng 12, ông dời tổng hành dinh đến Beaugency, nơi Đại Công tước xứ Mecklenburg đã đánh thắng một đạo quân lớn của Pháp trong mấy ngày trước đó. Quân ông chiếm giữ Blois vào ngày 13 tháng 12 và Vendôme ngày 16 tháng 12. Đến thời điểm này, Tập đoàn quân Loire đã bị giảm xuống còn nửa quân số. Ngày 4 tháng 1 năm 1871, sau khi đã chuẩn bị chu đáo, Friedrich Karl phát động tấn công. Vào ngày 6 tháng 1, ông đánh vào một đạo quân Pháp đang tiến đến Vendôme, buộc địch phải chạy về Azay và Montoire. Trong hàng loạt cuộc giao chiến ác liệt diễn ra vào hôm sau, quân ông lần lượt đánh chiếm Nogent-le-Rotrou, Sarg, Savigny vã La Chartre, rồi vào ngày 8 tháng 1, quân Pháp thua chạy khỏi St. Calais và Bouloirc. Cuối cùng, Friedrich Karl đại phá Tập đoàn quân Loire trong trận Le Mans, làm chủ Le Mans vào ngày 12 tháng 1, đồng thời chiếm được các cứ điểm St. Comeille phía đông nam Le Mans.
Bảy ngày giao chiến ác liệt đã gây cho Tập đoàn quân Loire thiệt hại hết sức to lớn, trong đó có 2 vạn tù binh, nhiều đại bác và phương tiện chiến tranh khác. Ngày 14 tháng 1, quân của Friedrich Karl chiếm được doanh trại Conlie nổi tiếng. Chiến dịch sông Loire đã chấm dứt thắng lợi. Vào ngày 28 tháng 1, hiệp định đình chiến được ký kết giữa Đức và Pháp. Để ghi nhớ những cống hiến cho cháu mình cho chiến thắng của người Đức, Wilhelm I – giờ đây là Vua Phổ và Hoàng đế Đức – đã ban tặng cho Friedrich Karl Đại thập tự của Huân chương Thập tự Sắt vào ngày 22 tháng 3 năm 1871. Ngoài ra, ông còn được thưởng 30 vạn thaler.
Theo đánh giá của nhà sử học quân sự Hoa Kỳ Gordon A. Craig, vị vương tử là một nhà chỉ huy thận trọng, ngăn nắp nhưng luôn thể hiện năng lực cũng như sự quyết tâm và bền bỉ khi gặp khó khăn. Sử gia người Mỹ Michael Howard, tác giả một cuốn sách viết về cuộc Chiến tranh Pháp-Đức 1870-1871, nhìn nhận ông là một chiến sĩ nhà nghề nhưng nhiều lúc tỏ ra quá thận trọng trong chiến dịch năm 1866 và chiến dịch sông Loire năm 1870-1871. Một tác giả khác, Philipp Elliot-Wright, đánh giá Friedrich Karl là một nhà cầm quân tài năng dù hơi có phần thận trọng. Là một sĩ quan thông minh nhưng sự do dự của ông trong một số thời khắc của chiến dịch năm 1866 đã khiến cho các thành phần thuộc Tập đoàn quân số 1 của ông bị sơ hở.

### Những năm cuối đời
Sau khi cuộc chiến tranh chấm dứt, Friedrich Karl lãnh chức Tướng thanh tra (Generalinspekteur) Bộ phận Thanh tra Quân đội III và Thanh tra Kỵ binh Phổ. Nga hoàng Aleksandr II đã phong cấp Nguyên soái Nga cho ông. Ông còn được nhận danh hiệu Trưởng Đại tá (Chef) của một số trung đoàn Phổ, Nga và Áo. Không những thế, ông được phong tặng Knight Grand Cross (Đại Thập tự Hiệp sĩ) danh dự của Huân chương Bath của Anh Quốc năm 1878.
Friedrich Karl đã đi nhiều chuyến du ngoạn ở phương Đông, lần cuối cùng là vào năm 1883 khi ông đến Ai Cập, Syria (Palmyra), Hy Lạp và Ý. Chuyến đi cuối cùng này đã được mô tả qua một tư liệu được đánh giá cao "Prinz Friedrich Karl im Morgenlande" (Berlin, 1884).
Ông từ trần ngày 15 tháng 6 năm 1885, và được mai táng trong hầm mộ cẩm thạch ở Nhà thờ Thánh Phêrô và Phaolô (Berlin-Wannsee).

## Gia đình
Ngày 29 tháng 11 năm 1854, ông kết hôn với Công nương Maria Anna xứ Anhalt-Dessau (1837 – 1906), con gái của Leopold IV, Công tước xứ Anhalt. Họ có năm người con, bao gồm:
| Tên                                              | Năm sinh | Năm mất | Ghi chú                                                                         |
| ------------------------------------------------ | -------- | ------- | ------------------------------------------------------------------------------- |
| Marie Elisabeth Luise Friederike của Phổ         | 1855     | 1888    | kết hôn lần đầu với Hendrik của Hà Lan, lần hai với Albert xứ Sachsen-Altenburg |
| Elisabeth Anna của Phổ                           | 1857     | 1895    | kết hôn với Friedrich August II, Đại Công tước xứ Oldenburg                     |
| Anna Victoria Charlotte Augusta Adelheid của Phổ | 1858     | 1858    |                                                                                 |
| Luise Margareta Alexandra Victoria Agnes của Phổ | 1860     | 1917    | kết hôn với Arthur của Liên hiệp Anh                                            |
| Joachim Carl Wilhelm Friedrich Leopold của Phổ   | 1865     | 1931    | kết hôn với Louise Sophie xứ Schleswig-Holstein-Sonderburg-Augustenburg         |